# 加藤紘捷
加藤 紘捷（かとう ひろかつ、1943年 - ）は、日本の法学者。専攻は比較法学、英米法。日本大学教授。

## 人物・来歴
1943年生まれ。
早稲田大学法学研究科を修了後、英国のエクセター大学博士課程に進学し、Ph.D.in Law (Exeter,UK)を取得した。
名古屋自由学院短期大学などを経て、駿河台大学法学部教授、法学部長を歴任した。2007年より日本大学教授を務める。
比較公法、英米法などを専門とし、特に英国に関する研究を発表しており、比較法学会やEU学会などに所属する。

## 著書
- 『法の担い手たち』佐々木有司編, 国際書院, 2009
- 『概説イギリス憲法』勁草書房, 2002
- 『比較法学の課題と展望』滝沢正編集代表, 信山社, 2002
- 『EU入門』島野卓爾/岡村尭/田中俊郎編, 有斐閣, 2000
- 『英米法序説』矢頭敏也編, 敬文堂, 1997
- 『コモンローの機能と法典化』矢頭敏也先生古稀記念刊行委員会編, 敬文堂, 1996
- 『イギリスの社会と文化』中京大学社会科学研究所イギリス研究部会編, 成文堂, 1991